# Rugby union
Rugby union (tzv. patnáctkové ragby, podle počtu hráčů) je kolektivní míčový sport, který se vyvinul na počátku 19. století v Anglii. Hra podobná fotbalu i ragby, kde hráči mohli při soutěžení o míč protivníka fyzicky složit, ale kde se míč nenosil v rukou (bylo ovšem možné míč rukou zpracovat), se na ostrovech hrála delší dobu. Hře se říkalo jednoduše „football“ čili fotbal a neexistovala sjednocená pravidla. Hráči se vždy před utkáním domluvili, podle kterých pravidel budou hrát. V roce 1823 William Webb Ellis během zápasu ve škole v anglickém Rugby vzal míč do rukou a běžel s ním k soupeřově brance. Od té doby je tato varianta fotbalu označována jako „rugby football“, česky pouze ragby. Šišatý míč se objevil v roce 1851, k první kodifikaci pravidel došlo v roce 1871. Turnaj v rugby union byl mezi lety 1900 a 1924 součástí letních olympijských her. Z rugby union vzniklo několik dalších odvozených verzí, např. sedmičkové ragby, které je od roku 2016 na programu letních olympijských her.
Rugby union je jednou ze dvou hlavních verzí ragby, vedle ní existuje ještě rugby league, kde podle odlišných pravidel hraje 13 hráčů na každé straně (odtud třináctkové ragby). 

## Pravidla
Hrají dva týmy, každý o 15 hráčích. Hraje se 2 x 40 minut (polohrubého času) na hřišti o velikosti fotbalového, na každém konci je brankové pásmo pro položení míče a branka ve tvaru písmene H (háčko). Cílem hry je dostat míč do protihráčova brankoviště, kde je nutné míč pro získání bodů položit na zem, tzv. pětka/položení. Je také možné míč kopnout skrze tyče háčka (do horní poloviny) a to buď přímo za hry (drop) nebo po úspěšném položení pětky, nebo z trestného kopu. Míč se přenáší v rukou a smí se nahrávat pouze dozadu/do strany nikoliv však dopředu, jinak dochází k předhozu a tudíž porušení pravidel. Míč se smí také kopat, ovšem hráč stojící před spoluhráčem který kope nesmí hrát, protože je v ofsajdu (dochází tedy k tzv. dobíhání kopů hráči stojícími za kopajícím spoluhráčem).
V případě, že míč je držen protivníkem, hráč smí protihráče atakovat složením protihráče na zem a tím zastavit jeho posun k brankovišti. Hráč smí protihráče zasáhnout pouze do výšky ramen jinak je to nebezpečná hra (faul). Není povoleno protihráče kopat nebo podkopávat a ani ho zvednout a pustit na zem hlavou dolů.
Zápas ovládá rozhodčí, a k dispozici má dva asistenty na postranních čarách a při mezinárodních a jiných důležitých utkáních bývá k disposici i videorozhodčí, kterého může rozhodčí poprosit o přezkoumání situace na hřišti týkající se položení pětky.
V ragby se udělují červené karty za velmi hrubé prohřešky především proti bezpečnosti hry a za násilí/hrubost a znamenají vyloučení hráče po zbytek zápasu; tým tak hraje v oslabení. Žlutá karta se uděluje za hrubé prohřešky proti pravidlům, a za "profesionální" a opakované fauly. Hráč jde na 10 minut čistého času na trestnou lavici a tým tak hraje v oslabení. Místo druhé žluté karty se stejnému hráči uděluje červená.

### Pravidla podrobněji

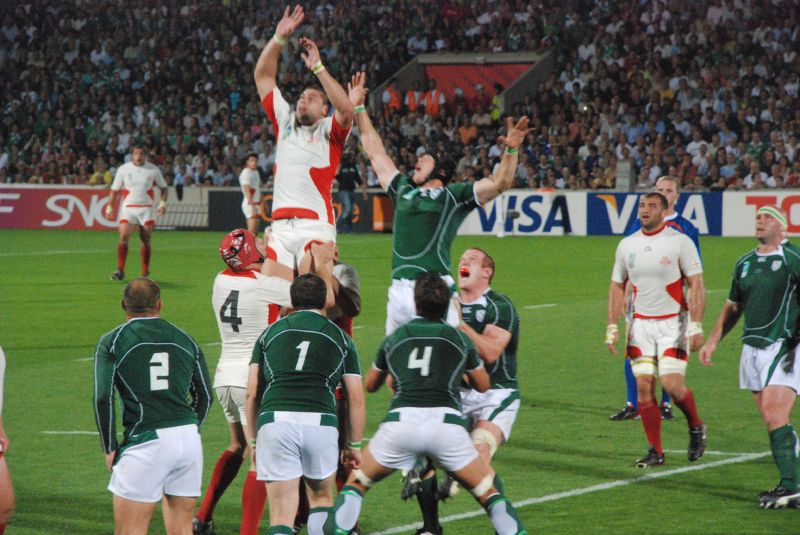
Irsko a Gruzie při vhazování z autu Mistrovství světa v ragby 2007

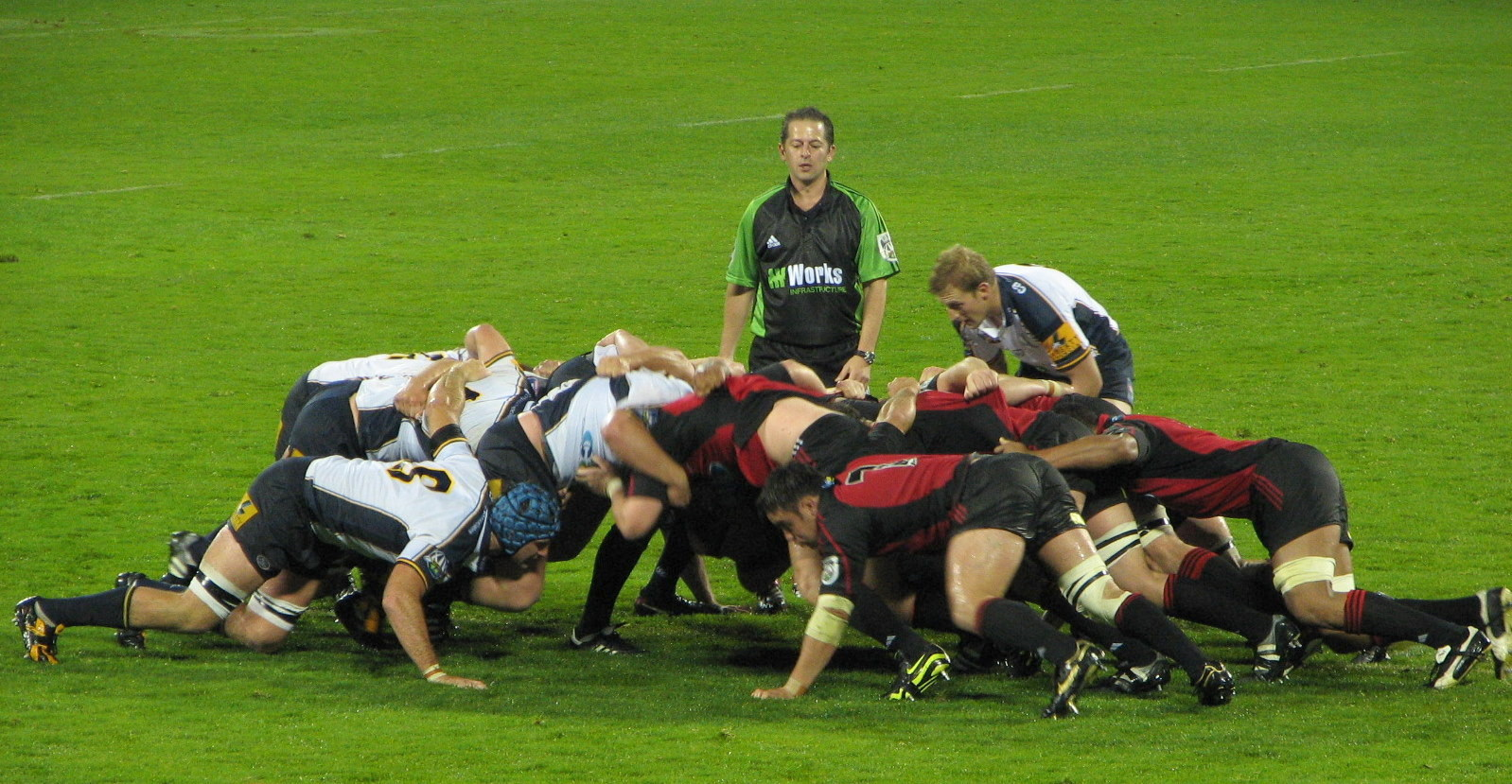
Mlýn

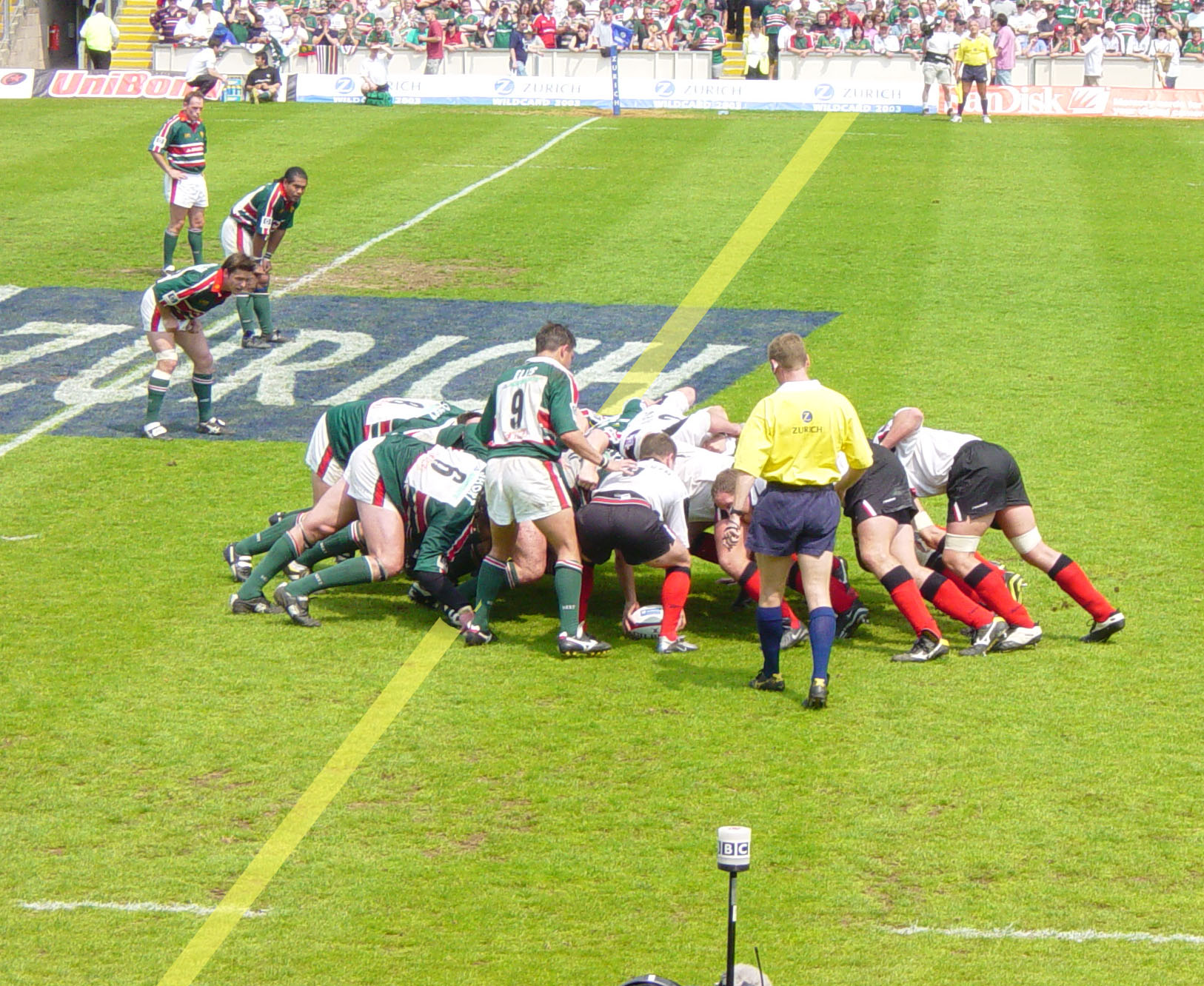
Ragbyový mlýn

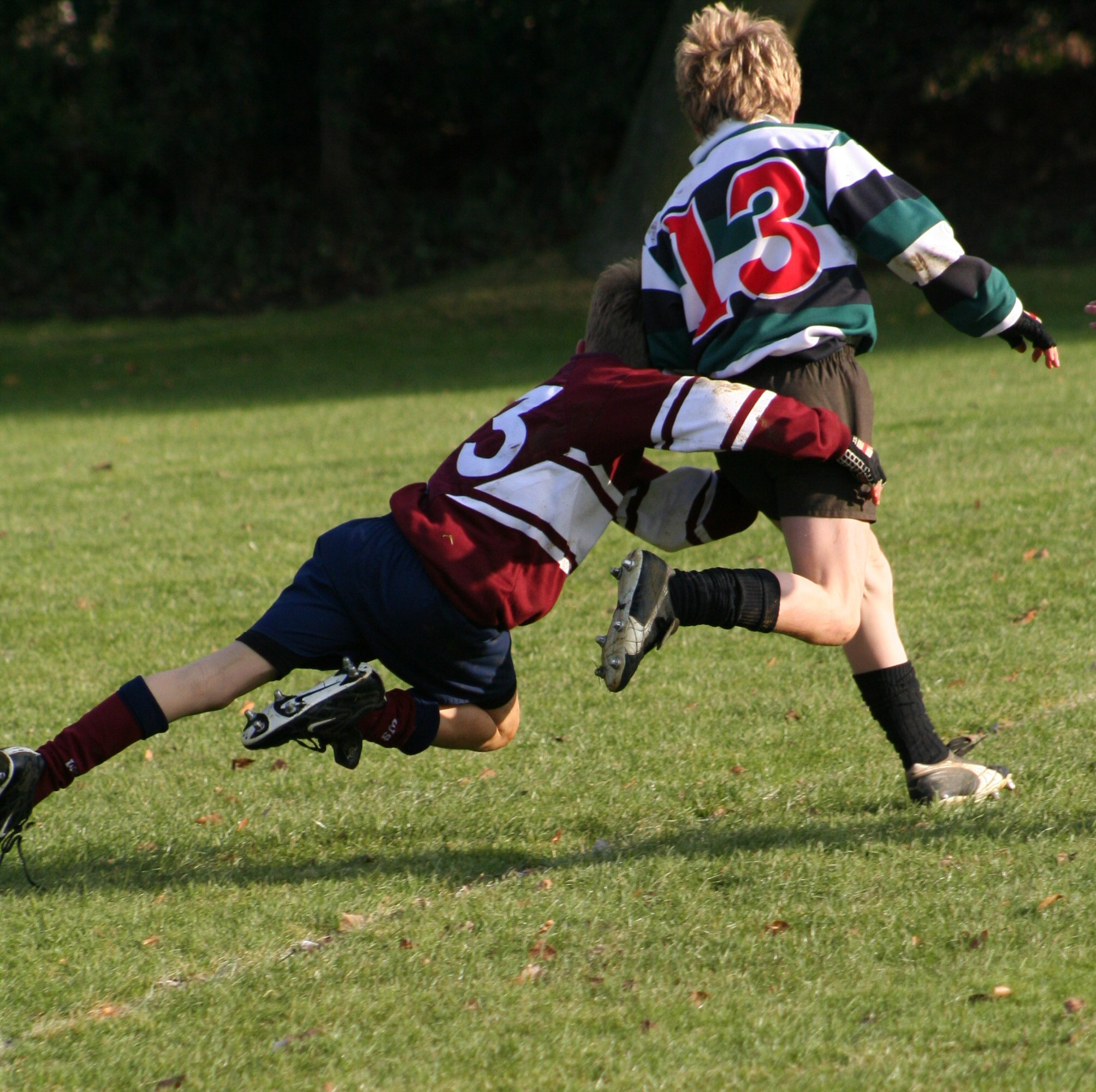
Ragbyová skládka: skládka musí být pod úrovní ramen hráče s míčem

Pravidla ragby jsou komplikovaná a periodicky se mění, kompletní pravidla lze nalézt na některém z dole uvedených odkazů.
Zápas začíná losem stran či výkopu a pak samotným výkopem. Týmy se snaží míč položit za brankovou čáru protihráčů, nebo kopnout míč do horní části háčka. Během hry se přihrává rukama ovšem pouze do strany a dozadu, kopat se může libovolným směrem. Protihráči se mohou míče kdykoliv zmocnit, buď když je jim kopnut, nebo když ho vytrhnou protihráči, nebo když ho vyhrají po složení/zastavení hráče, nebo v standardní situaci jako je mlýn a vhazování z autu (nebo při jednom z výkopů).
V průběhu nepřerušené hry vznikají rucky (čti raky) a mauly (čti móly). Ruck zjednodušeně nastává, když hráč s míčem je zastaven tak, že spadne na zem i s míčem. Maul zjednodušeně nastává, když je hráč s míčem zastaven tak, že zůstane i s míčem na nohou a protihráč ho drží. Nedochází k přerušení hry, ale v obou situacích začínají platit speciální ofsajdová a další omezující pravidla, která umožňují jak zachovat kontinuitu hry pro útočící tým, tak umožňují bránícímu týmu míč získat a zaútočit.

#### Ruck (Mlýn ze hry)
Při rucku se na místě, kde leží míč, vytvoří kolmo na postranní hrací čáry ofsajdová linie, kterou nesmí překročit ani jeden z týmů, pokud nejde přímo přes míč/hráče ležící kolem míče. Většinou se na místě střetnou asi tak 3 nebo 4 hráči z každého týmu a přetlačují jeden druhého. V této situaci nesmí nikdo hrát míč ležící na zemi rukou. Ležící hráči nesmějí s míčem manipulovat. Ve chvíli kdy jeden z týmů vytlačí spoluhráče (nebo zahraje míč nohama dozadu) tak, že míč leží neohrožen protivníkem na zemi, může přiběhnout hráč úspěšného týmu a míč rukou sebrat. V tuto chvíli opět přestávají platit ofsajdová pravidla a hra pokračuje. Převážnou většinu racků vyhrává útočící tým, cílem je získat míč po složení hráče co nejrychleji zpět do hry a nedat protihráčům čas zorganizovat nebo zreorganizovat obranu. Tým bez míče se naopak snaží primárně rozehrání útočící stranou zpomalit, a pokud útočící tým situaci podcenil, přetlačit ho a získat míč pro sebe a zaútočiti.

#### Maul
V maulu se ofsajd tvoří za posledníma nohama spoluhráče, takže po stranách maulu vzniká ofsajdový pás nikoho. Hráči se mohou do maulu přidávat pouze ze své strany (nikoliv z boků) a pokoušejí tlačit spoluhráče k brankovišti protihráčů, popřípadě pouze uvolnit míč, jehož rozehrání se snaží bránící hráči zabránit rukama. Pokud vznikne maul a útočící tým tlačí spoluhráče dopředu, nesmí bránící strana maul strhnout na zem, musí ho zastavit což je náročné. Maul končí, když útočící strana míč rozehraje, míč převezme hráč, který není do maulu zapojen, maul bez aktivního přičinění bránících hráčů spadne na zem, z maulu se vytrhne hráč s míčem, nebo rozhodčí rozhodne, že míč nemůže být rozehrán, protože ho útočící strana není schopna rozehráti.

#### Standardní situace
Ragby zná několik standardních situací jako: mlýn, vhazování z autu, trestný kop, malý trestný kop, výkop (na začátku zápasu a po bodování jedné nebo druhé strany), výkop z vlastní dvaadvacítky a volný kop (po chycení míče ze vzduchu ve vlastní dvaadvacítce).
Typické pro ragby je řešení autů (kdy míč nebo hráč s míčem překročí postranní hrací čáru) a situací, kdy dojde k drobnému provinění proti pravidlům (neúmyslný předhoz, neúmyslné křížení spoluhráčů, špatné vhození autu atd.)

##### Aut - Vhazování
Aut se řeší tak, že vhazující tým, má jednoho hráče s míčem mimo hrací plochu na místě kde míč přeletěl postranní čáru, max. 7 hráčů z jeho týmu utvoří kolmo na tento bod zástup a vedle nich se seřadí stejný počet protihráčů, min. 1 metr vedle nich a hráč s míčem vhodí míč kolmo k postranní čáře a mezi oba zástupy, hráči obou týmu potom mohou výskokem nebo vyzvednutím spoluhráče míč chytit. Protože se při vhazování hrají různé signály, je pravděpodobné, že míč vyhraje vhazující strana. Vhazování do autu se určuje podle herní situace, pokud byl míč kopnut ze hry přímo do autu vhazuje vždy druhá strana. Vhazování získává po kopu do autu kopající tým pouze pokud šlo o trestný kop. Místo vhazování je tam, kde míč přeletí autovou čáru, nebo na místě kolmo k odkopu míče. Pokud hráč ze hry kopne míč do autu, a ten se po cestě nedotkne hrací plochy (letí vzduchem přímo ven) jde o chybu a kopající tým je trestán tím, že vhazuje druhý tým na místě odkopu míče. Pokud však hráč kopne míč tak, že tento skočí do autu pak sice vhazuje tým druhý, ale z místa kde míč překročil postranní čáru. Ve vlastní obranné dvaadvacítce a při trestném kopu může hráč kopnout míč přímo do autu a vhazování bude na místě přeletu přes postranní čáru. Tato pravidla se snaží zajistit, že hra bude spíše o snaze posunovat míč kupředu rukama, než o nekonečném kopání míče z jedné strany na druhou, ztráta míče při vhazování je rizikem při kopu míče do autu. Pokud hráč s míčem v ruce vběhne do autu je vhazování na tom místě. Úmyslné vhození míče do autu je závažným prohřeškem proti pravidlům.

##### Mlýn
Při drobném prohřešku se nařizuje mlýn. Jde o seskupení šesti až osmi hráčů z každého týmu, kdy se týmy navzájem přetlačují. Pro větší bezpečnost se používají 4 povely: 1) sehnout – 1. řada (pilíři + mlynář) se sehnou, 2) dotek – pilíři se dotknou a zase pustí protihráče, 3) pauza – hráči se připraví k svázání, 4) vázat – hráči se svážou (první řady do sebe zapadnou) a začíná tlak, který uprostřed mlýna dosahuje až síly 2 tun. Když se do sebe na povel rozhodčího všech 12 až 16 hráčů zaváže, vhodí útočící strana míč do prostoru přímo pod místem, kde se obě uskupení hráčů střetávají a hráči se nohama snaží dostat míč dozadu svého seskupení. Tam ho buď zvedne poslední hráč nebo hráč, který stojí mimo mlýn.
Dále za hrubé prohřešení proti pravidlům (ofsajd, nebezpečná hra, hrubost, úmyslné borcení mlýnů atd.) je možné nařídit trestný kop. Malý trestný kop se nařizuje za technické prohřešky, jako opakované borcení mlýnů, neúmyslné křížení hráčů atd.

Rozmístění hráčů v mlýnu – černí vhazují míč zleva, šedí zprava

##### Volný kop
Volný kop se rozehrává tak, že při zastavené hře hráč rozehrávajícího týmu míč nohou kopne přes pomyslné místo porušení pravidel. Většinou, aby si jeho tým udržel míč, se jedná o malé "pokopnutí" v rámci několika centimetrů, často si míč pustí z rukou a kopne si ho tak, aby ho opět rukou chytil. Je však možné míč kopnout přímo z rukou do dálky, avšak tato taktika se nepoužívá běžně, protože pokud míč přeletí autovou čáru, vhazuje se na místě kopu nikoliv přeletu míče přes autovou čáru (pokud se míč do autu neodrazí ze země), a na branku se může kopat pouze tzv. dropem, čili míč se musí odrazit od země (half volley) než je do něj kopnuto.

##### Trestný kop
Trestný kop opravňuje rozehrávající tým míč buď kopnout přímo do autu a získat vhazování na místě přeletu autové čáry, nebo míč kopnout do háčka. Při první variantě se kope přímo z rukou bez potřeby aby se míč dotkl země, při druhé je běžné si míč umístit na drn, písek nebo speciální kopátko, aby byl kop co nejpřesnější. Je však možné míč rozehrát malým pokopem a hrát dál rukama.

##### Další pravidla
Před vlastním brankovištěm má každý tým dvaadvacetimetrovou ochrannou zónu, kde platí speciální pravidla, která usnadňují obranu. Je možné chytit míč přímo ze vzduchu (po kopu protistrany) a zažádat si o přerušení hry a rozehrání hry kopem. Je také možné kopnout míč přímo do autu (bez toho, aby se dotkl země) s tím, že vhazování bude na místě, kde míč přeletí autovou čáru, nikoliv na místě kopu.
Minimálně 6 metrů souběžně za brankovou čárou je koncová čára, která označuje konec hracího pole. Pokud míč přeletí tuto čáru bude nařízen mlýn, pokud míč přenesl přes brankovou čáru bránící hráč, nebo výkop z dvacítky, pokud ho kopl, nebo přenesl přes tuto čáru útočící hráč.

### Výstroj hráčů
Hráči jsou vybaveni kopačkami, štulpnami, trenýrkami a dresem. Možné je ještě mít chránič holení, suspensor, gumový chránič ramen, chránič zubů (často pro mladší hráče povinný), speciální molitanovou helmu a přilnavé rukavice bez prstů.
Obecně jsou zakázány části výstroje, které by byly tvrdé, např. z plastů nebo kovu, a mohly zranit ostatní hráče. Většina výstroje je proto z gumy nebo pěnových hmot, které pouze tlumí největší zásahy. Výjimkou jsou chrániče holení, suspensor a kolíky u kopaček.
Před zápasem výstroj a její stav kontroluje rozhodčí.

### Bodování
- 5 bodů - položení míče do brankoviště
- 2 body - kop do branky (háčka) po položení
- 3 body - kop do branky (háčka) přímo ze hry - dropgoal - míč se před kopem musí dotknout země
- 3 body - trestný kop

## Soutěže a týmy
- Nejlepšími týmy světa jsou národní týmy Nového Zélandu (All Blacks), Anglie, Jihoafrické republiky (Springboks), Austrálie (Wallabies), Walesu a Francie
- Nejsledovanější ragbyová liga na světě je Super Rugby, kde soupeří proti sobě týmy provincií Nového Zélandu, Austrálie a Jihoafrické republiky. Významnými ligovými soutěžemi v Evropě jsou francouzská TOP14, anglická Premiership (v současnosti Gallagher Premiership Rugby) a Pro12 (dříve Celtic League; v současnosti RaboDirect Pro12), ve které hrají týmy z Irska, Walesu, Skotska a Itálie.
- Nejznámějšími mezinárodními poháry a mistrovstvími v ragby jsou Mistrovství světa v ragby (Rugby World Cup; RWC), Pohár šesti národů (Six Nations) a Rugby Championship (dříve Tri Nations), ve kterém bojují týmy Nového Zélandu, Austrálie, Jižní Afriky a - oproti TriNations nově - Argentiny. V Evropě se hrají dvě významné klubové soutěže, Champions Cup a European Challenge Cup (v současnosti Amlin Challenge Cup).

## Hráči - jejich čísla, názvy, úkoly
V ragby je přesně určeno, jaký hráč nosí jaké číslo od 1 do 23 (15 hráčů a 8 náhradníků) podle pozice, kterou hraje. Došlo k pokusu, nejspíš z důvodu marketingu dresů, o užívání písmen místo čísel (pokusili se o to kolem roku 2005 Australští Warratahs), ale tento pokus neuspěl.
- 1 - levý pilíř (Loose-head prop)
- 2 - mlynář (Hooker)
- 3 - pravý pilíř (Tight-head prop)
- 4 - levá druhá řada (Lock)
- 5 - pravá druhá řada (Lock)
- 6 - levý rváček (Blind-side flanker)
- 7 - pravý rváček (Open-side flanker)
- 8 - vazač (Number 8)
- 9 - mlýnová spojka (Scrum-half nebo Half-back)
- 10 - útoková spojka (Fly-half)
- 11 - levé křídlo (Left wing)
- 12 - levá tříčtvrtka (Inside centre)
- 13 - pravá tříčtvrtka (Outside centre)
- 14 - pravé křídlo (Right wing)
- 15 - zadák (Full-back)

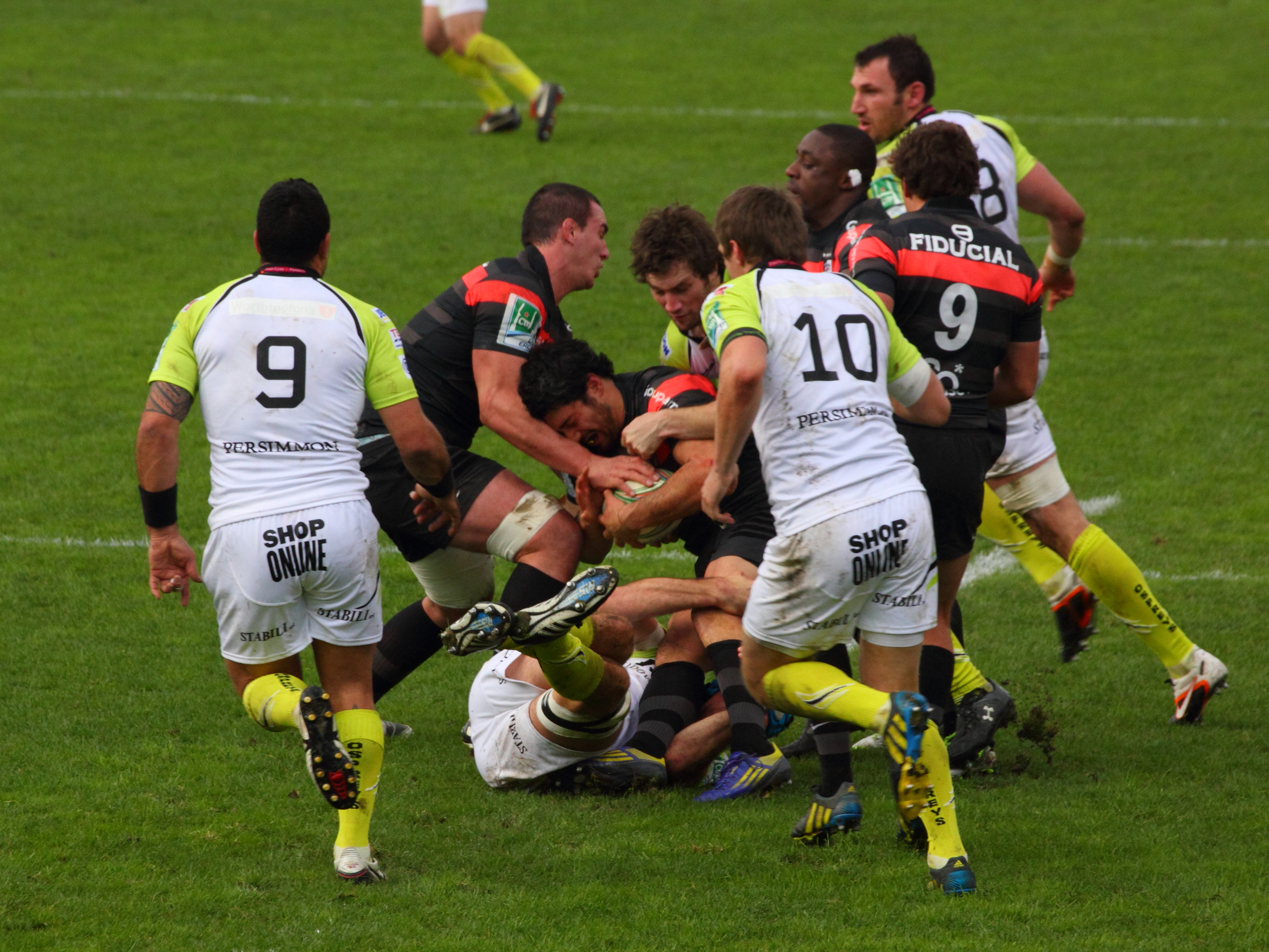
Velšský hráč Dan Biggar v dresu číslo 10 na pozici útokové spojky

Hráči 1 až 8 se jako skupina nazývají roj (rojníci, v angličtině forwards). Rojníci mají za úkol podporu hráče s míčem, nebo skládání protihráče s míčem, tito hráči pak figurují v mlýnech i při vhazování. Jejich role jsou rozmanité v tom, že pilíři jsou nejurostlejší hráči, ale relativně pomalí, poskytují týmu oporu v mlýnech a jejich robustní postavy jsou nezbytné při přetlačování v rucku nebo maulu. Mlynář je hráč, který zpravidla vhazuje míč do autového seřazení. Dalším úkolem mlynáře je "vymlít" míč (dostat míč nohou pod hráče svého týmu). Hráči druhé řady jsou zpravidla nejvyšší hráči, kteří jsou při vhazování z autu zvedáni do výšky, kde chytají vhozené míče, jsou také jako pilíři aktivní při přetlačování a při obraně. Rváčci a vazač jsou pak rychlejší než pilíři a druhá řada a tvoří buď druhou řadu obrany, nebo zabíhají za útok, který se snaží svou rychlostí podpořit a musí excelovat ve skládání rojníků protihráčů. Rojníci zpravidla nekopou a celkově jejich hra je spíše o síle a týmové spolupráci. Roj se snaží připravit pole pro útočníky.
Hráč 9 figuruje jako spojka mezi útokem a rojem, běhá za rojem a rozehrává míče z vhazování, mlýnů, rucků a malů na útok, nebo zpět na roj.
Hráči 10 až 15 se nazývají útok (útočníci, v anglické terminologii backs). Útočníci jsou většinou hráči, kteří excelují svou rychlostí (křídla), zručností s míčem a v kopání. Jejich cílem je ve hře jeden na jednoho (většinou své číslo z druhého týmu) překonat ať rychlostí, nebo rychlou přihrávkou nebo kopem. Opět je důležitá sehranost útoku, neboť je snazší taktickou kombinací překonat obranu protivníka, než ho fyzicky přemoct. Na kopání na háčko se zpravidla soustředí jeden až dva hráči v týmu z útoku, výjimečně z roje. Útokovka pak musí být dobrý v kopech při hře. Útokovka určuje, jaký způsob útoku bude zvolen, zda poběží s míčem v ruce, nebo kopne za záda obránců nebo do autu, nebo zda přihraje dál na útok, občas, zpět na rojníky. Je to jeden z mála hráčů týmu, který sám o sobě může určovat průběh hry. Zadák potom funguje jako doplnění útoku, ale především při obraně hlídá zadní část pole pro případ, že by protihráči míč překopli za obranu jeho týmu.

## Historie ragby
Zakladatelem této tvrdé hry je Angličan William Webb Ellis z města Rugby. Tvrdí se, že William hrál se studenty fotbal, ale hra mu přestala připadat zajímavá, tak vzal míč a v rukou ho dopravil do branky spoluhráče. Zpočátku se sport také nazýval „Rugby football“, tj. „kopaná z města Rugby“. Od této doby se začala pravidla ragby upravovat, až se dostala do povědomí široké společnosti.
V dnešní době se hraje ragby na vysoké úrovni i v České republice. První zmínku o ragby u nás zajistil Ondřej Sekora, který přeložil pravidla ragby z francouzštiny do češtiny.
První mezinárodní utkání v ragby se konalo 2. června 1926 v Brně; Slavia Brno–Wiener Amateure tehdy skončilo poměrem 12:12.

### Podrobná historie
Na Britských ostrovech se hry podobné fotbalu a ragby hrály minimálně od dvanáctého století. Od čtrnáctého do sedmnáctého století bylo hraní míčových her tohoto typu dokonce zakázáno četnými zákony (protože neproduktivní hraní her odvádělo pozornost od důležitějšího tréninku s lukem). Moderní vývoj ragby a fotbalu pak datujeme na počátek devatenáctého století. Právě v tomto období se začíná hra provozovat na školách, aby se podpořil týmový duch a tělesná kondice mladých mužů. Poté vznikají první kluby a spolky, kde mladí muži, většinou absolventi soukromých prestižních škol, i po odchodu do života pokračují s oblíbenou hrou, kterou postupně roznášejí do armády a tehdejších britských kolonií, ale i mezi ostatní členy britských ostrovů. Je to právě díky industriálnímu pokroku a rozmachu železnic, že se v důsledku většího množství volného času a snadnému cestování hra rozmáhá po celé Británii a do kolonií.
V této době však sport nazývaný jednoduše „football“, protože se při něm kope do míče nohou, nemá ustálená pravidla. Hraje se s míčem více či méně kulatého tvaru, hraje se na vymezeném hřišti zhruba obdélníkového tvaru, počet hráčů není stanoven a do míče se nejen kope. Je to především právě ve škole v Rugby, kde se prosazují pravidla umožňující skolení/složení protivníka a klíčově hraní míče rukou. Přesto i v Rugby nejsou pravidla nikterak ustálena. Při utkáních soupeřících škol, jako např. Rugby, Harrow, Eton, Winchester nebo Westminster bylo zvykem dohodnout pravidla pro konkrétní zápas. Nebylo neobvyklé, že se strany dohodly hrát jeden poločas bez skládání a rukou a druhý poločas podle pravidel umožňující obojí. Důležité je že do roku 1820 však nošení míče nepovolovala žádná pravidla/škola. Právě na škole v Anglickém hrabství Warwickshire ve městě Rugby pak dochází k průlomu, kdy v roce 1823 údajně hráč William Web Ellis bere do rukou míč a běží s ním k brankovišti protihráče.
Tento způsob hry se na škole ujal a do poloviny století se proto často mluví o pravidlech podle Rugby, kdy protikladem byla většinou pravidla školy Harrow, neumožňující skládání ani nošení míče. V roce 1839 se na Univerzitě v Cambridge pořádalo přátelské utkání mezi absolventy z Etonu a z Rugby, používání rukou hráči z Rugby se stalo dost kontroverzní a v důsledku došlo k první kodifikaci fotbalu/ragby pod tzv. Cambridge Rules z roku 1848. Tato pravidla umožňovala skládání i hraní rukou, kde míč bylo možné nést poté, co byl chycen přímo ze vzduchu. Tato pravidla však byla roku 1863 změněna a skládání a hraní rukou bylo zakázáno.
Ve stejné době došlo k setkání zástupců jedenácti předních škol v Londýně, kde došlo k založení "Football Association" dodnes fungující pod tímto názvem v Anglii (např. známý FA Cup atd.). Při setkání byla sepsána kompromisní pravidla, která ovšem nakonec nebyla schválena a došlo k adoptování nových pravidel z Cambridge. Několik zastánců hry podle pravidel Rugby z asociace proto odchází, např. Blackheath, další se ze stejné preference k pravidlům z Rugby nepřidávají.
V roce 1871 pak dochází k založení "Rugby Football Union" tedy Svazu Rugby fotbalu, který funguje dodnes a spravuje ragby v Anglii.
Do roku 1880 zakládají vlastní svazy Skotsko, Wales i Irsko.
První mezinárodní zápas se odehrál v roce 1881 mezi Anglií a Skotskem.
Roku 1895 se od Rugby Football Union odděluje několik klubů především ze severu Anglie. Spor vyústil především z toho, že ragby původem hra vytvořená na prestižních školách vylučovala profesionalismus, tedy hraní za úplatu. Vlivem zásadní popularizace mezi nižšími vrstvami Anglie v druhé části devatenáctého století rostl tlak, aby dělníci a především horníci ze severu země mohli být odškodněni za čas strávený hrou (popřípadě za utrpěná zranění). Svaz v zájmu zachování amatérského stavu sportu vzdoroval a nakonec dokonce odhlasoval, že ragby se nesmí hrát na hřištích, kde se vybírá vstupné. Několik klubů se odtrhlo a založilo konkurenční "Northern Rugby Football Union", ke které se přidalo přes 200 klubů. Tento nový svaz se později přejmenoval na "Rugby League" a postupem času změnil v zájmu sledovanosti a tedy i výnosnosti sportu pravidla tak, aby sport byl atraktivnější-rychlejší (zmenšení počtu hráčů, omezením hry na zemi - zrušením rucků a maulů a téměř i mlýnů atd.)

## Podobné sporty
Dále jsou známy ještě tyto typy ragby: rugby league (třináctky), touch ragby, beach ragby, rugby 7's (sedmičky) a australský fotbal.

## Ragby v Česku
Ragby se v Československu poprvé představilo v polovině 20. let 20. století. Jedním z průkopníků byl Ondřej Sekora, jenž přeložil pravidla této hry, která vyšla v roce 1926. Tentýž rok se konala také první ragbyová utkání na českých hřištích, první zápas pořádaný 7. května 1926 v Brně mezi sportovními týmy SK Moravská Slavia a AFK Žižka Brno skončil výsledkem 31:17. O měsíc později sehrála též v Brně Moravská Slavia první mezinárodní utkání s vídeňským týmem Wiener Amateure, který skončil remízou 12:12. V roce 1927 vznikl první český ragbyový klub – RC Slavia Praha, v roce 1929 se hrálo první oficiální mistrovství Československa. Roku 1931 sehrála první zápas československá reprezentace.
V roce 1993 vznikla samostatná česká ragbyová reprezentace, která se od roku 1999 účastní mistrovství Evropy. Od roku 1993 se také hraje současná česká ragbyová extraliga.
Toto je seznam všech ragbyových klubů v České republice.
- ARC Iuridica Praha
- JIMI RC Vyškov
- Rugby Babice
- RC Bystrc
- RC České Budějovice
- RC Dragon Brno
- RC Exploze Pardubice
- RC Griffins Jablonec
- RC Kralupy nad Vltavou
- RC Vary-ORS
- RC Mariánské Hory
- RC Mountfield Říčany
- RC Titáni Nové Město na Moravě
- RC Old Boys Praha
- RC Olomouc
- Ragby Olymp
- RK Petrovice
- RC Plzeň
- RC Poděbrady
- RC Praga Praha
- RC Přelouč
- RC Rakovník
- RC Lions Rumburk
- RC Havířov
- RC Sedlčany
- RC Slavia Praha
- RC Sparta Praha
- RC Tatra Smíchov
- RC Traitors Ústí nad Labem
- RC Zlín